# Dacryodes occidentalis
Dacryodes occidentalis là một loài thực vật có hoa trong họ Burseraceae. Loài này được Cuatrec. mô tả khoa học đầu tiên năm 1952.